# Weingut Nik Weis - St. Urbans-Hof

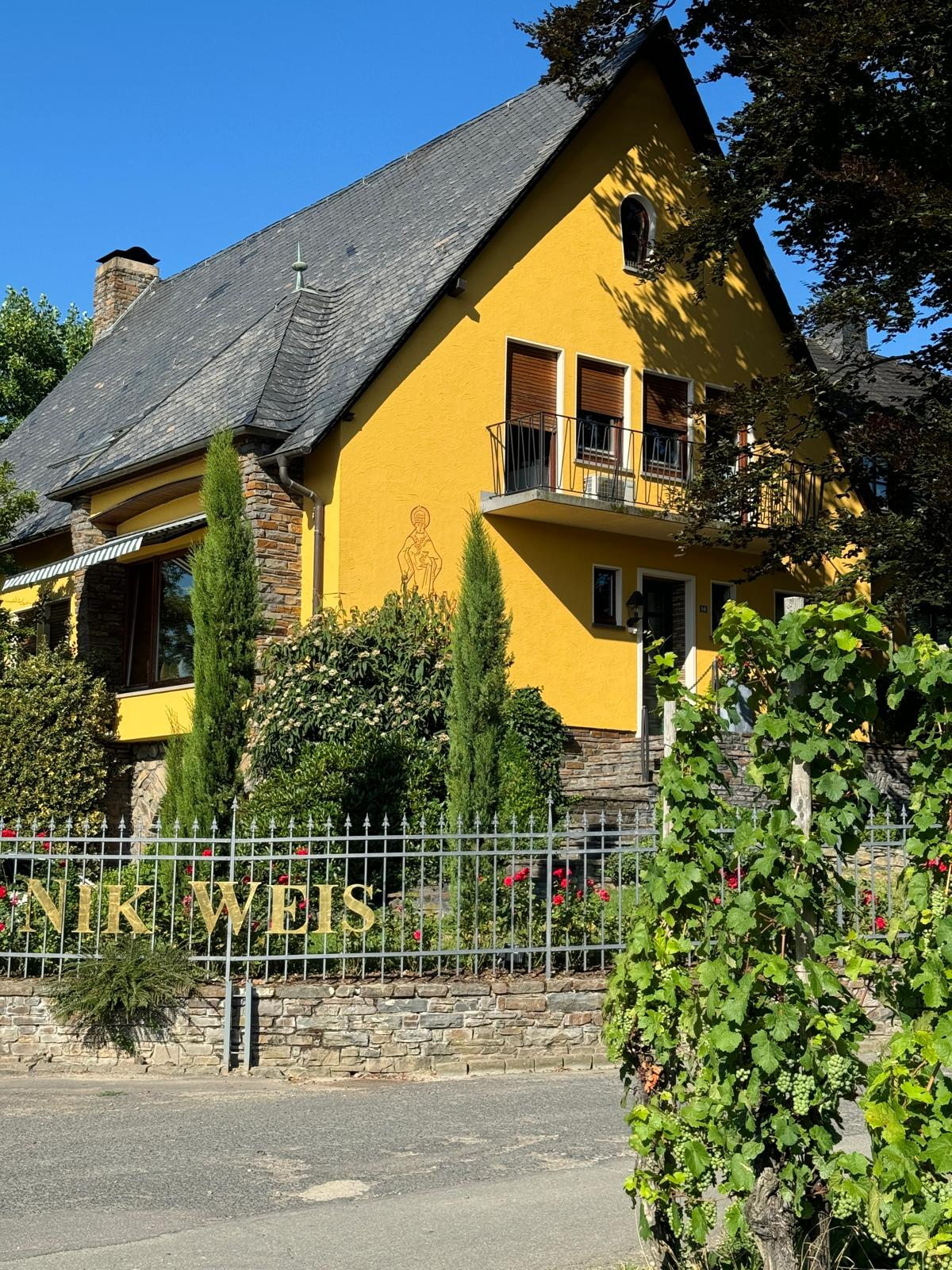
Das Weingut Nik Weis in Leiwen

Das Weingut Nik Weis – St. Urbans-Hof ist ein Weingut in Leiwen an der Mosel. Es wird in der dritten Generation von Nik Weis und seiner Familie geführt. Seit dem Jahr 2000 ist das Weingut Mitglied im Verband Deutscher Prädikatsweingüter (VDP).

## Geschichte
Das Weingut wurde 1947 gegründet und nach dem christlichen Weinheiligen Urban I. benannt. Der Gründer, Nicolaus Weis, wurde für seine Bemühungen um den Wiederaufbau des Weinbaus nach dem Zweiten Weltkrieg zum Ökonomierat ernannt. Nik Weis übernahm das Weingut 1997 von seinem Vater.
Die Weinberge des Weinguts erstrecken sich über etwa 45 Hektar entlang der Flüsse Mosel und Saar und werden nach traditionellen Methoden bewirtschaftet. Die Reben wachsen auf steilen Lagen mit bis zu 60 Grad Neigung. Fünf der Einzellagen sind als VDP.Große Lage klassifiziert.
Das Weingut Nik Weis stellt vor allem Rieslingweine her, die ausschließlich mit natürlichen Hefen vergoren werden. Es bewirtschaftet die Lagen „Leiwener Laurentiuslay“, „Ockfener Bockstein“, "Mehringer Layet" und „Piesporter Goldtröpfchen“.

## Auszeichnungen
Das Weingut wurde mit mehreren Auszeichnungen geehrt, darunter 4 Gault-Millau-Trauben und Empfehlungen von Falstaff. Die Weine des Weinguts werden regelmäßig bei nationalen und internationalen Wettbewerben prämiert.
Das Weingut ist mit dem Fair'n Green-Siegel zertifiziert, das für nachhaltigen Weinbau steht. Die Bewirtschaftung der Weinberge erfolgt unter Berücksichtigung ökologischer und sozialer Standards.